# Antoni Lemparty
Antoni Jan Lemparty (ur. 28 sierpnia 1903 w Krzemieniewicach, zm. 30 maja 1978 w Warszawie) – polski ksiądz katolicki, kapelan 7 Dywizji Piechoty ludowego Wojska Polskiego, jeden z „księży patriotów”.

## Życiorys
Był synem Wawrzyńca i Apolonii z d. Bogłowskiej. W 1923 ukończył Liceum im. Piusa X we Włocławku i w tym samym roku rozpoczął naukę w seminarium duchownym w tym mieście, jednak w 1924 przeniósł się do seminarium we Lwowie. Święcenia kapłańskie przyjął 22 grudnia 1928. Następnie pracował jako wikariusz w parafiach w Warężu (1928-1931) i Uhnowie (1931-1932) oraz administrator parafii w Krasnem (1932-1933), Turówce (1933-1935), Sidorowie (1935-1936), Wolicy Derewlańskiej (1936-1938) i Chołojowie (1938-1939). W czasie kampanii wrześniowej w randze kapitana służył jako kapelan w Szpitalu Wojskowym Nr 202 we Lwowie. Po zakończeniu działań wojennych pracował na parafii w Ładycznie koło Tarnopola a później w Powitnie pod Lwowem. Tam został napadnięty przez oddział Ukraińskiej Powstańczej Armii, który obrabował mu mieszkanie a jego pod groźbą śmierci zmusił do wyjazdu. We wrześniu 1944 przebywając w Sędziszowie koło Rzeszowa wstąpił do armii Berlinga. Został kapelanem. Towarzysząc przez cały szlak bojowy 7 Dywizji Piechoty, szczególnie dbał o pochówki poległych żołnierzy. Prowadził ewidencje poległych wraz z dokładnymi szkicami lokalizującymi ich groby. Od czerwca 1945 do 1949 pracował w Lubaniu, w latach 1949-1950 w Środzie Śląskiej. W 1950 wyjechał do Warszawy.
W styczniu 1950 został prezesem zarządu przymusowego Zrzeszenia Caritas odebranego władzom kościelnym przez władze PRL (pełnił tę funkcję do 1973). W 1950 wstąpił do Głównej Komisji Księży przy Związku Bojowników o Wolność i Demokrację i został członkiem jej zarządu. Podczas Ogólnokrajowego Zjazdu Kół Księży w lutym 1952 został wybrany do Prezydium Głównej Komisji Księży. W 1953 został członkiem prezydium Komisji Duchownych i Świeckich Działaczy Katolickich przy Ogólnopolskim Komitecie Frontu Narodowego, która wchłonęła w lipcu 1955 Główną Komisję Księży. W 1957 spotkał się ze Stefanem Wyszyńskim, który nakazał mu powrót do diecezji wrocławskiej, jednak nie podporządkował się temu.
Został pochowany na cmentarzu w Grodzisku Mazowieckim.

## Odznaczenia
- Order Sztandaru Pracy I klasy (1969)[11]
- Order Sztandaru Pracy II klasy
- Krzyż Komandorski Orderu Odrodzenia Polski (uchwałą Rady Państwa z 22 lipca 1953, za zasługi w pracy społecznej)[12]
- Krzyż Oficerski Orderu Odrodzenia Polski (postanowieniem prezydenta Bolesława Bieruta z 22 lipca 1952, na wniosek Dyrektora Urzędu do Spraw Wyznań za zasługi w pracy społecznej)[13]
- Krzyż Kawalerski Orderu Odrodzenia Polski (1950)[14]
- Złoty Krzyż Zasługi (1951)[15][16].
- Medal 10-lecia Polski Ludowej (1955)[17]